# منفذ البقع
البقع هو المنفذ الحدودي البري لليمن مع السعودية يبعد عن صعدة حوالي 150 كلم وعن نجران أقرب منطقه سعودية 100 كلم يقابله منفذ الخضراء السعودي التابع لمنطقه نجران. يتبع للبقع مديريات العطفين اليتمه ووادي الفرع ووادي ال أبو جباره وكتاف ونشور وهي منطقة رملية.